# Chiaia
Chiaia ist der 2. von den 30 Stadtteilen (Quartieri) der süditalienischen Hafenstadt Neapel. Er liegt am Meer und gehört zum Historischen Zentrum (Centro Storico) sowie zu den sozioökonomisch gesehen wohlhabenden Stadtteilen Neapels. U. a. befindet sich hier der Palazzo Petriccione di Vadi.

## Geographie und Demographie
Chiaia grenzt an die benachbarten Stadtteile San Ferdinando, Posillipo, Fuorigrotta, Vomero und Montecalvario.
Chiaia ist 2,71 Quadratkilometer groß und hatte im Jahr 2009 39.347 Einwohner.